# Kaitijärvi
Kaitijärvi är en sjö i Haparanda kommun i Norrbotten och ingår i Torneälvens huvudavrinningsområde. Sjön har en area på 0,0928 kvadratkilometer och ligger 33 meter över havet. Sjön avvattnas av vattendraget Jatkonoja.

## Delavrinningsområde
Kaitijärvi ingår i det delavrinningsområde (733815-187150) som SMHI kallar för Namn saknas. Medelhöjden är 44 meter över havet och ytan är 13,48 kvadratkilometer. Det finns inga avrinningsområden uppströms utan avrinningsområdet är högsta punkten. Jatkonoja som avvattnar avrinningsområdet har biflödesordning 2, vilket innebär att vattnet flödar genom totalt 2 vattendrag innan det når havet efter 12 kilometer. Avrinningsområdet består mestadels av skog (64 procent) och sankmarker (32 procent). Avrinningsområdet har 0,1 kvadratkilometer vattenytor vilket ger det en sjöprocent på 0,7 procent.